# 米爾頓 (密蘇里州艾奇遜縣)
米爾頓（英語：Milton）是位於美國密蘇里州艾奇遜縣的非建制地區。

## 歷史
米爾頓的郵局於1877年設立，其後於1908年停運。

## 地理
米爾頓所處的海拔為高於海平面276米（即906英呎），而該地所採用的時區為UTC-6，即北美中部時區（CST）。同時該地設有夏令時間，為UTC-6調快一小時，即UTC-5（CDT）。